# Płaninci (obwód Gabrowo)
Płaninci (bułg. Планинци) – wieś w środkowej Bułgarii, w obwodzie Gabrowo, w gminie Trjawna. Miejscowość jest już niezamieszkana.